# Aurélio Soares
Aurélio de Sousa Soares (Benguela, 18 de abril de 1974) é um ex-futebolista angolano que atuava como zagueiro.
Em seu país, jogou por Petro de Luanda e Primeiro de Agosto, onde se aposentou em 2007. Sua única experiência fora de Angola foi na Académica (Portugal), na temporada 1997–98, disputando 14 jogos.

## Seleção Angolana
Pela Seleção Angolana, Aurélio disputou 22 jogos entre 1994 e 1999, com um gol marcado.
Fez parte do elenco que jogou as Copas Africanas de 1996 (não entrou em campo) e 1998, atuando nos 3 jogos dos Palancas Negras, que caíram ainda na primeira fase.
Seu último jogo por Angola foi em 1999, pelas eliminatórias da Copa Africana de 2000, no empate em 1 a 1 com as Ilhas Maurício.

## Títulos
Primeiro de Agosto
- Girabola: 1996 e 2006
- Taça de Angola: 2006
- SuperTaça de Angola: 2000

Petro de Luanda
- Taça de Angola: 1998